# Martin Hansson
Martin Hansson (Holmsjö, 1971. április 6. –) svéd nemzetközi labdarúgó-játékvezető. Polgári foglalkozása tűzoltó.

## Pályafutása

### Nemzeti játékvezetés
A játékvezetői vizsgát 1986-ban, 15 évesen szerezte meg, majd különböző szintű labdarúgó bajnokságokban szerezte meg a szükséges tapasztalatokat, 1999-ben lett I. Ligás játékvezető.

### Nemzetközi játékvezetés
A Svéd labdarúgó-szövetség Játékvezető Bizottsága (JB) terjesztette fel nemzetközi játékvezetőnek, a Nemzetközi Labdarúgó-szövetség (FIFA) 2001-től tartotta nyilván bírói keretében. Több válogatott és nemzetközi klubmérkőzést vezetett. Nemzetközi mérkőzéseinek száma: 158.
| Időpont           | Helyszín                   | Mérkőzés típusa          | Mérkőzés          | Eredmény | Nézők száma |
| ----------------- | -------------------------- | ------------------------ | ----------------- | -------- | ----------- |
| 2003. március 29. | Lilleküla Stadion, Tallinn | első válogatott mérkőzés | Észtország–Kanada | 2 – 1    | 2 500       |

#### Világbajnokság

##### U17-es labdarúgó-világbajnokság
Finnország rendezte a 2003-as U17-es labdarúgó-világbajnokságot, ahol a FIFA JB bíróként alkalmazta.

###### 2003-as U17-es labdarúgó-világbajnokság
| Időpont             | Helyszín                  | Mérkőzés típusa              | Mérkőzés                           | Eredmény | Nézők száma |
| ------------------- | ------------------------- | ---------------------------- | ---------------------------------- | -------- | ----------- |
| 2003. augusztus 13. | Finnair Stadion, Helsinki | csoportmérkőzés (A. csoport) | Mexikó–Kolumbia                    | 0 – 0    | 3 500       |
| 2003. augusztus 19. | Veritas Stadion, Turku    | csoportmérkőzés (B. csoport) | Nigéria–Argentína                  | 0 – 1    | 6 104       |
| 2003. augusztus 24. | Veritas Stadion, Turku    | egyik negyeddöntő            | Brazília–Amerikai Egyesült Államok | 3 – 0    | 6 150       |
| 2003. augusztus 27. | Finnair Stadion, Helsinki | egyik elődöntő               | Argentína–Spanyolország            | 2 – 3    | 5 030       |

---

##### U20-as labdarúgó-világbajnokság
Kanada rendezte a 16., a 2007-es U20-as labdarúgó-világbajnokságot, ahol a FIFA JB játékvezetőként foglalkoztatta.

###### 2007-es U20-as labdarúgó-világbajnokság
| Időpont          | Helyszín                              | Mérkőzés típusa              | Mérkőzés                                | Eredmény | Nézők száma |
| ---------------- | ------------------------------------- | ---------------------------- | --------------------------------------- | -------- | ----------- |
| 2007. július 7.  | Royal Athletic Park Stadion, Victoria | csoportmérkőzés (B. csoport) | Uruguay–Zambia                          | 0 – 2    | 11 500      |
| 2007. július 3.  | Olimpiai Stadion, Montréal            | csoportmérkőzés (D. csoport) | Amerikai Egyesült Államok–Lengyelország | 6 – 1    | 35 801      |
| 2007. július 11. | Swangard Stadion, Burnaby             | egyik nyolcaddöntő           | Spanyolország–Brazília                  | 4 – 2    | 10 000      |
| 2007. július 14. | Nemzeti Stadion, Toronto              | egyik negyeddöntő            | Ausztria–Egyesült Államok               | 2 – 1    | 19 526      |
| 2007. július 22. | Nemzeti Stadion, Toronto              | bronzmérkőzés                | Ausztria–Chile                          | 0 – 1    | 19 526      |

---
A világbajnoki döntőhöz vezető úton Németországba a XVIII., a 2006-os labdarúgó-világbajnokságra és Dél-Afrikába a XIX., a 2010-es labdarúgó-világbajnokságra a FIFA JB bíróként alkalmazta.

##### 2006-os labdarúgó-világbajnokság

###### Selejtező mérkőzés
| Időpont             | Helyszín                    | Mérkőzés típusa           | Mérkőzés                   | Eredmény | Nézők száma |
| ------------------- | --------------------------- | ------------------------- | -------------------------- | -------- | ----------- |
| 2005. június 4.     | Dinamo Stadion, Minszk      | előselejtező (7. csoport) | Fehéroroszország–Szlovénia | 1 – 1    | 29 042      |
| 2005. szeptember 7. | Andrův Stadion, Olmütz      | előselejtező (4. csoport) | Csehország–Örményország    | 4 – 1    | 12 015      |
| 2005. október 12.   | Millennium Stadion, Cardiff | előselejtező (7. csoport) | Wales–Azerbajdzsán         | 2 – 0    | 32 628      |

##### 2010-es labdarúgó-világbajnokság
2008-ban a FIFA JB bejelentette, hogy a dél-afrikai rendezésű, a XIX., a 2010-es labdarúgó-világbajnokság lehetséges játékvezetők átmeneti listájára jelölte. A FIFA JB 2010. február 5-én kijelölte a (június 11.-július 11.) közötti dél-afrikai világbajnokságon közreműködő 30 játékvezetőt, akik Kassai Viktor és 28 társa között ott lehetett a világtornán. Az érintettek március 2-6. között a Kanári-szigeteken vettek részt szemináriumon, ezt megelőzően február 26-án Zürichben orvosi vizsgálaton kellett megjelenniük. Az ellenőrző vizsgálatokon megfelelt az elvárásoknak, így a FIFA JB delegálta az utazó keretbe. A helyszínen tartalék játékvezetőként szolgálta a labdarúgást.
A 2010-es labdarúgó-világbajnokság selejtezőinek rájátszásában a második mérkőzést, a Franciaország–Írország (1:1) találkozót irányította, ahol a francia csatár Thierry Henry a kapufa közvetlen közelében, a játékvezető és partbírója elől igen csak takart helyzetben kézzel tette maga elé a labdát – a tényt csak a televíziós visszajátszás derítette ki -, beadásából társa kiegyenlített. Ezzel góllal érte el a francia csapat, hogy kijuthatott a dél-afrikai világbajnokságra. A vesztes csapat vezetői, a pártos újságírók azonnal végkövetkeztetésre jutottak, felháborító az eset. Minden játékos rendelkezik a kezével, sportszerűtlen játéka (ami, az idő ezredrészének pillanatában induló, egy egyszerű cselekedet) esetén, amennyiben az illetékesek akkor, abban a pillanatban nem észlelnek, nem vesznek észre, akkor sajnálatos, de gól érvényes. Lehet miatta fellebbezni a FIFA-hoz, lehet (sport)politika háborút indítani, történelmi összehasonlításokat végezni, többféle véleményt alkotni, esetleg csalást belemagyarázni, de maga a gól – ugyan szabálytalan körülmények között esett –, ha a játékvezető megadta és középkezdéssel újraindította a játékot, akkor visszavonhatatlanul érvényes.

###### Selejtező mérkőzés
| Időpont             | Helyszín                      | Mérkőzés típusa           | Mérkőzés                     | Eredmény | Nézők száma |
| ------------------- | ----------------------------- | ------------------------- | ---------------------------- | -------- | ----------- |
| 2008. szeptember 6. | Nemzeti Stadion, Ramat-Gan    | előselejtező (2. csoport) | Izrael–Svájc                 | 2 : 2    | 31 236      |
| 2009. március 28.   | Windsor Park Stadion, Belfast | előselejtező (3. csoport) | Észak-Írország–Lengyelország | 3 – 2    | 13 357      |
| 2009. október 14.   | Bursa Atatürk Stadion, Bursa  | előselejtező (5. csoport) | Törökország–Örményország     | 2 – 0    | 16 200      |
| 2009. november 18.  | GSP Stadion, Nicosia          | előselejtező (4. csoport) | Franciaország–Észak-Írország | 1 – 1    | 79 145      |

#### Európa-bajnokság

##### U16-os labdarúgó-Európa-bajnokság
Anglia rendezte a 2001-es U16-os labdarúgó-Európa-bajnokságot, ahol at UEFA JB bemutatta a nemzetközi résztvevőknek.

###### 2001-es U16-os labdarúgó-Európa-bajnokság
| Időpont           | Helyszín                        | Mérkőzés típusa              | Mérkőzés              | Eredmény | Nézők száma |
| ----------------- | ------------------------------- | ---------------------------- | --------------------- | -------- | ----------- |
| 2001. április 25. | Oakwell Stadion, Barnsley       | csoportmérkőzés (D. csoport) | Skócia–Finnország     | 3 – 1    | 538         |
| 2001. április 27. | Bootham Crescent Stadion, York  | csoportmérkőzés (B. csoport) | Oroszország–Hollandia | 0 – 0    | 689         |
| 2001.május 6.     | New Ferens Park Stadion, Durham | bronzmérkőzés                | Horvátország–Anglia   | 4 – 1    | 400         |

---

##### U21-es labdarúgó-Európa-bajnokság
Portugália rendezte a 15., a 2006-os U21-es labdarúgó-Európa-bajnokságot, ahol az FIFA/UEFA JB hivatalnokként alkalmazta.

###### 2006-os U21-es labdarúgó-Európa-bajnokság
| Időpont         | Helyszín                  | Mérkőzés típusa              | Mérkőzés                         | Eredmény |
| --------------- | ------------------------- | ---------------------------- | -------------------------------- | -------- |
| 2006. május 25. | Cidade Stadion, Barcelos  | csoportmérkőzés (A. csoport) | Portugália–Szerbia és Montenegró | 0 – 2    |
| 2006. május 29. | Municipal Stadion, Aveiro | csoportmérkőzés (B. csoport) | Hollandia–Olaszország            | 1 – 0    |
| 2006. június 4. | Bessa Stadion, Porto      | döntő                        | Hollandia–Ukrajna                | 3 – 0    |

#### Konföderációs kupa
Dél-afrikai Köztársaság rendezte a 2009-es konföderációs kupa tornát, ahol a FIFA JB mérkőzésvezetőként foglalkoztatta.
| Időpont          | Helyszín                         | Mérkőzés típusa        | Mérkőzés                  | Eredmény | Nézők száma |
| ---------------- | -------------------------------- | ---------------------- | ------------------------- | -------- | ----------- |
| 2009. június 18. | Ellis Park Stadion, Johannesburg | selejtező (B. csoport) | Egyiptom–Olaszország      | 1 – 0    | 52 150      |
| 2009. június 28. | Ellis Park Stadion, Johannesburg | döntő                  | Egyesült Államok–Brazília | 2 – 3    | 52 291      |

#### Nemzetközi kupamérkőzések

##### Bajnokcsapatok Európa-kupája
Az UEFA JB rendszeresen foglalkoztatja a BL torna mérkőzésein. 2008-ban az egyik találkozón, az Atlético de Madrid–Liverpool (1–1) találkozón a 95. percben ítélt jogos büntetőt a spanyol csapat ellen, ezért a spanyol sajtó és az Atletico Madrid vezetői – mint tették 2005-ben honfitársával, Anders Friskkel – sms hadjáratban életveszélyesen megfenyegették.

##### Európa-liga
| Időpont             | Helyszín                       | Mérkőzés típusa         | Mérkőzés                | Eredmény | Nézők száma |
| ------------------- | ------------------------------ | ----------------------- | ----------------------- | -------- | ----------- |
| 2012. augusztus 30. | Sóstói Stadion, Székesfehérvár | rájátszás (2. mérkőzés) | Videoton FC–Trabzonspor | 0 – 0    | 11 232      |

## Szakmai sikerek
Az IFFHS (International Federation of Football History & Statistics) 1987–2011 évadokról tartott nemzetközi szavazásán 151, játékvezető besorolásával minden idők 125, legjobb bírójának rangsorolta, holtversenyben Ali Al-Badwawi, Graham Barber, Olegário Benquerença, Piero Ceccarini, James McCluskey, Nicole Petignat, Alain Sars, Mark Shield és Kírosz Vasszárasz társaságában.